# Hauptstraße 245 (Mönchengladbach)

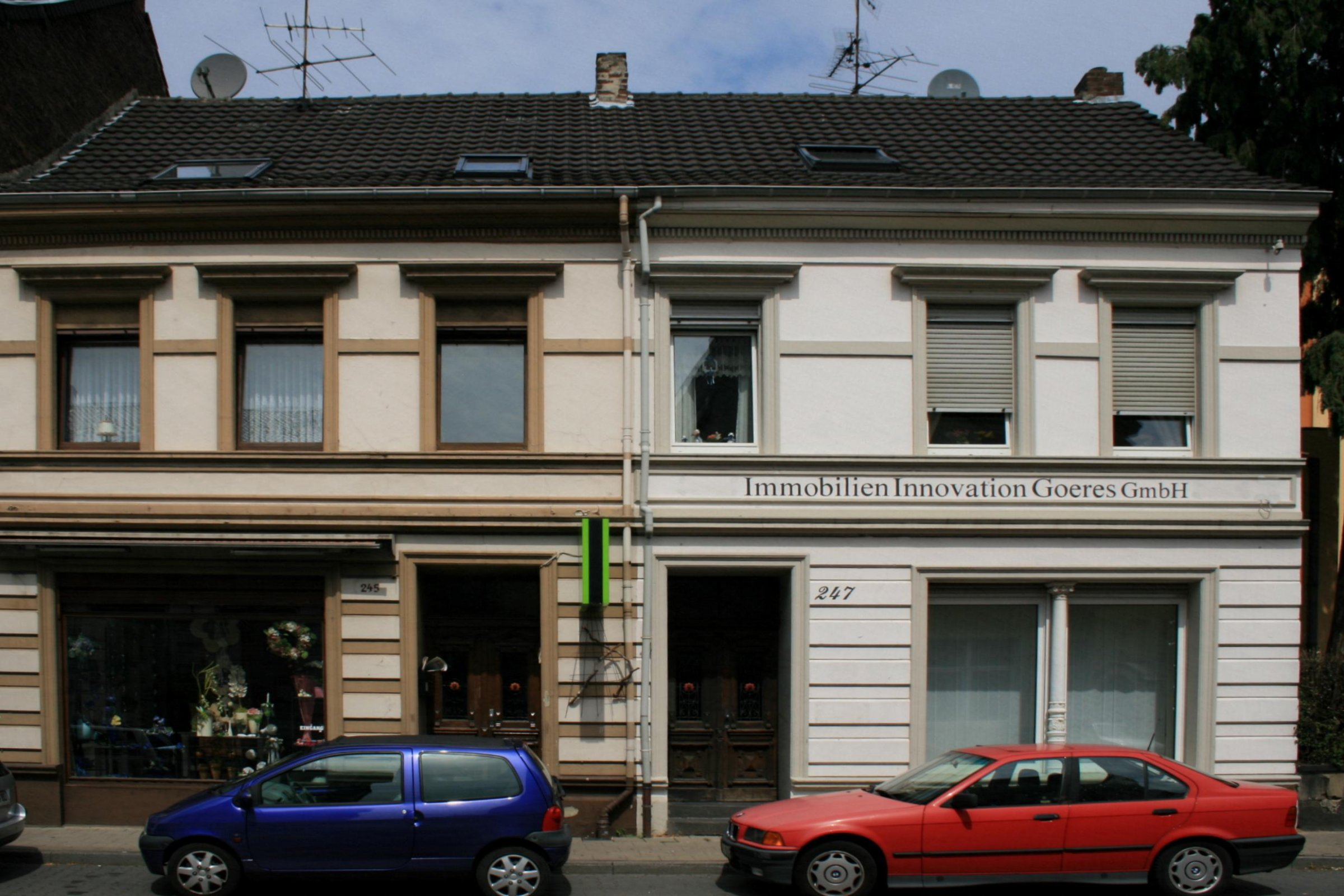
Wohngeschäftshaus (2010)

Das Wohngeschäftshaus Hauptstraße 245 steht im Stadtteil Rheydt in Mönchengladbach (Nordrhein-Westfalen).
Das Gebäude wurde 1901 erbaut. Es wurde unter Nr. H 043  am 15. Dezember 1987 in die Denkmalliste der Stadt Mönchengladbach eingetragen.

## Architektur
Die in Betracht kommende Hausnummer 245 ist die linke Hälfte eines Doppelhauses 245/247. Da das Haus in einem ausgeführt wurde, folgt die Beschreibung für das ganze Objekt. Das schon 1881 in 2 : 6 Achsen geplante Gebäude wurde 1890 zu einem Wohngeschäftshaus umgebaut. Diesen zweiten Zustand gibt das Haus heute im Wesentlichen wieder. Der Backsteinbau mit verputzter Fassade ist im linken Teil nicht unterkellert, zeigt aber hier wie rechts, einen Schmutzsockel, der links mosaiziert ist. In der Mitte liegen die beiden Eingänge. Das Dach ist nach dem Krieg mit Falzziegeln neu gedeckt worden.